# Clathraria omanensis
Clathraria omanensis är en korallart som beskrevs av van Ofwegen 1987. Clathraria omanensis ingår i släktet Clathraria och familjen Melithaeidae. Inga underarter finns listade i Catalogue of Life.